# 가자, 장미여관으로
《가자, 장미여관으로》는 2013년에 개봉한 대한민국의 영화이다.

## 줄거리
은밀한 비밀을 거래하는 그 곳...장미여관
사귄 지 6개월 된 여자친구 민애와 아직까지 육체적인 관계를 가져본 적 없는 성수는 그녀와의 만남이 늘 흥분된다. 그러던 어느 날, 민애를 설득해 장미여관으로 끌어들이는데 성공한 성수. 샤워를 하기 위해 들어간 욕실에서 작은 구멍을 발견하게 되고 그 구멍을 통해 옆방을 우연히 엿보게 되고, 거기서 남녀의 성행위 장면을 목격하게 된다. 호기심이 발동한 성수는 더욱 숨죽여 그 장면을 엿보던 중 여자 연예인 사라가 거물급 정치인에게 성 상납을 하는 현장임을 알고 충격을 받게 되는데...

## 캐스팅
- 성은채 - 사라 역
- 장성원 - 매니저 역
- 우도환 - 성수 역
- 여민정 - 민애 역